# Georg von Waldburg zu Zeil und Trauchburg
Georg Konstantin Ignatius Antonius Felix Augustinus Wunibald Kilian Bonifacius von Waldburg-Zeil-Wurzach (Würzburg, 5 giugno 1928 – Leutkirch im Allgäu, 2 dicembre 2015) è stato un principe e imprenditore tedesco.

## Biografia
Georg era il figlio primogenito del principe Erich von Waldburg-Zeil (1899-1953) e di sua moglie, la principessa Maria Monika von Löwenstein-Wertheim-Rosenberg (1905-1992). Suo fratello fu il politico tedesco Alois von Waldburg-Zeil. Tramite la famiglia di sua madre era imparentato coi principi del Liechtenstein.
Frequentò il collegio St. Blasien sino a quando questo non venne chiuso dai nazisti nel 1939. Dopo la fine della guerra poté quindi conseguire il diploma di scuola superiore e studiò all'Università Eberhard Karls di Tubinga, dove superò si laureò in economia nel 1951.
Quando suo padre, Erich August von Waldburg-Zeil, morì in un incidente d'auto il 24 maggio 1953, egli ne ereditò i titoli e tutti i possedimenti e le industrie delle quali era proprietario nella Germania meridionale.
Negli anni Cinquanta, divenne personaggio noto alle cronache per essere uno dei più importanti finanziatori dell'allora controverso gruppo conservatore di destra Abendländischen Aktion, divenendo poi vicepresidente della Abendländische Bewegung ed editore come suo padre della relativa rivista Neues Abendland. Sempre negli anni '50, Georg von Waldburg-Zeil, come suo fratello Alois, si iscrisse alla società del Centro Europeo di Documentazione e Informazione (CEDI) che faceva capo ad un gruppo di pensatori cattolici. Nel 1961 fu, insieme a Vitalis Altthaler, Michael Fellner, Franz Josef Dazert, Adolf Pirrung ed altri, fondatore dell'Associazione degli amici dell'abbazia benedettina di Ottobeuren.
Nel corso della riforma agraria nello stato del Württemberg-Hohenzollern avviata nel dopoguerra dalle potenze occupanti alleate a partire dal 1949, Georg come rappresentante della sua casata si oppose strenuamente ai vari progetti presentati dallo stato e questo riformò la riforma sino all'arrivo ad un compromesso con il neonato stato del Baden-Württemberg nel 1952 e nel 1969 (con la mediazione del primo ministro Hans Filbinger), a seguito del quale Georg von Waldburg-Zeil ricevette una compensazione di 750.000 marchi (anziché dei 2,88 milioni da lui chiesti in precedenza) in cambio della rinuncia di proprietà di 138 ettari di terreno a favore dello stato, fermo restando che tale proprietà sarebbe rimasta affittata agli agricoltori che l'avevano in carico per i successivi 12 anni.
Durante la sua carriera come imprenditore, si occupò di agricoltura e silvicoltura sugli oltre 10.000 ettari di terreno di sua proprietà, distinguendosi come uno dei più grandi proprietari dell'intera Germania. In quanto editore dello Schwäbische Zeitung, attraverso la società di media Schwäbischer Verlag GmbH & Co., aveva la proprietà delle emittenti private Radio 7 di Ulma, Radio Seefunk e altri canali minori. È stato condirettore dell' Allgäuer Zeitung e dello Memminger Zeitung dagli anni '60.
Divenne socio di maggioranza dell'aeroporto regionale Leutkirch-Unterzeil, dell' Holzhof Zeil e di diversi casinò, oltre che della Hochgratbahn e dal 1958 di una catena di cliniche di riabilitazione e centri termali (cliniche Waldburg-Zeil, con più di 3000 dipendenti).
Dalla fine degli anni '70 è divenuto inoltre proprietario dell'estancia "San Jorge" a sud dell'elegante località argentina di sport invernali di San Martín de Los Andes, dove ha acquistato 2000 ettari di terreno che sono stati ri-piantumati con conifere e dove è stato reintrodotto il cervo, condividendo tali iniziative con altri industriali tedeschi Ruprecht von Haniel e Wolf von Buchholtz a lui vicini di proprietà (con 15.000 ettari di terreno).

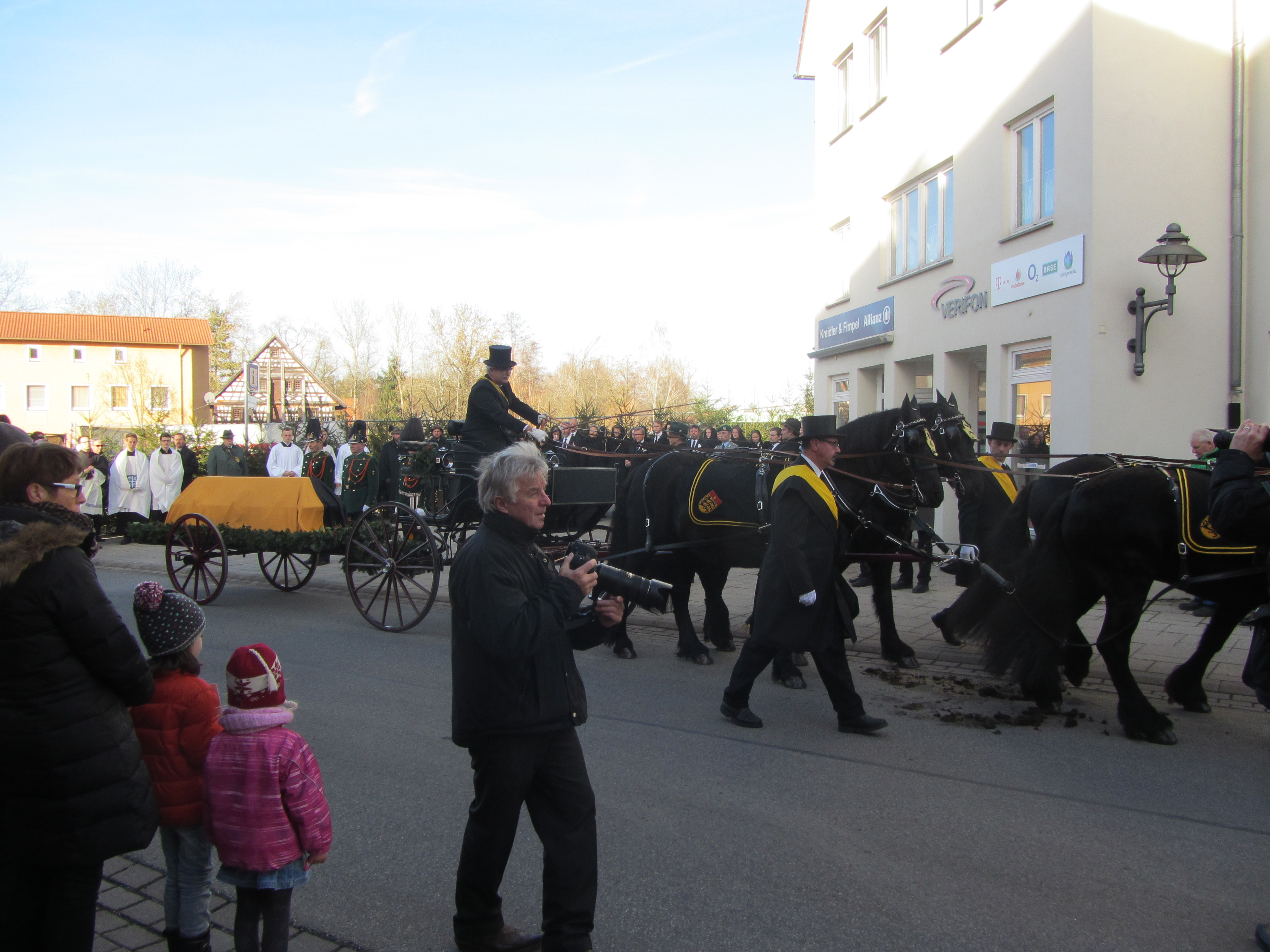
Il funerale del principe Georg nel 2015

Sino al 1990 è stato proprietario (col gruppo Feldmühle) della cartiera Baienfurt vicino a Ravensburg, venduta poi al gruppo Stora Enso.
Georg von Waldburg-Zeil è stato anche membro dei comitati consultivi della Landesbank Baden-Württemberg (LBBW) e della Deutsche Bank, nonché presidente dell'Aeroclub tedesco.
Nel 2002, il Manager Magazin lo ha elencato come il 39° tedesco più ricco, con una stima patrimoniale di 2,5 miliardi di euro.
Morì a Leutkirch im Allgäu il 2 dicembre 2015. I funerali si svolsero nella chiesa parrocchiale di St. Verena presso Bad Wurzach e vennero celebrati dal vescovo Gebhard Fürst.

## Matrimonio e figli
Georg sposò nel 1957 la principessa Maria Gabriella di Baviera (n. 1931), figlia di Albrecht di Baviera, figlio dell'ultimo principe ereditario Rupprecht di Baviera. Il matrimonio produsse in tutto cinque figlie e un figlio, l'attuale Principe Erich (n. 1962), importante imprenditore, sposato con la figlia del duca Carlo di Württemberg (capo della Casa Reale di Wurttemberg).

## Onorificenze

### Cittadinanze onorarie
- Cittadino onorario di Leutkirch im Allgäu
- Cittadino onorario di Isny im Allgäu
- Cittadino onorario di Bad Wurzach

## Ascendenza
|                                                        |                                          |                                                          | Genitori                                                                        |  |  | Nonni |  |  | Bisnonni                                                |  |  | Trisnonni                                                   |  |
|                                                        |                                          |                                                          |                                                                                 |  |  |       |  |  | Wilhelm von Waldburg-Zeil, IV principe di Waldburg-Zeil |  |  | Constantin von Waldburg-Zeil, III principe di Waldburg-Zeil |  |
|                                                        |                                          |                                                          |                                                                                 |  |  |       |  |  | Wilhelm von Waldburg-Zeil, IV principe di Waldburg-Zeil |  |  | Constantin von Waldburg-Zeil, III principe di Waldburg-Zeil |  |
|                                                        |                                          | Maximiliane von Quadt-Isny                               |                                                                                 |  |  |       |  |  | Wilhelm von Waldburg-Zeil, IV principe di Waldburg-Zeil |  |  |                                                             |  |
| Georg von Waldburg-Zeil, V principe di Waldburg-Zeil   |                                          |                                                          |                                                                                 |  |  |       |  |  | Wilhelm von Waldburg-Zeil, IV principe di Waldburg-Zeil |  |  |                                                             |  |
|                                                        |                                          | Maria Josepha von Wolfegg-Waldsee                        | Friedrich von Waldburg-Wolfegg-Waldsee, II principe di Waldburg-Wolfegg-Waldsee |  |  |       |  |  |                                                         |  |  |                                                             |  |
|                                                        |                                          | Maria Josepha von Wolfegg-Waldsee                        | Friedrich von Waldburg-Wolfegg-Waldsee, II principe di Waldburg-Wolfegg-Waldsee |  |  |       |  |  |                                                         |  |  |                                                             |  |
|                                                        |                                          | Maria Josepha von Wolfegg-Waldsee                        | Elisabeth Johanna zu Königsegg-Aulendorf                                        |  |  |       |  |  |                                                         |  |  |                                                             |  |
| Erich von Waldburg-Zeil, VI principe di Waldburg-Zeil  |                                          | Maria Josepha von Wolfegg-Waldsee                        |                                                                                 |  |  |       |  |  |                                                         |  |  |                                                             |  |
|                                                        |                                          | Erich Adolf Karl Georg Leodgar Salm-Reifferscheidt-Raitz | Hugo Karl Eduard zu Salm-Reifferscheidt-Raitz                                   |  |  |       |  |  |                                                         |  |  |                                                             |  |
|                                                        |                                          | Erich Adolf Karl Georg Leodgar Salm-Reifferscheidt-Raitz | Hugo Karl Eduard zu Salm-Reifferscheidt-Raitz                                   |  |  |       |  |  |                                                         |  |  |                                                             |  |
|                                                        |                                          | Erich Adolf Karl Georg Leodgar Salm-Reifferscheidt-Raitz | Leopoldine Josephine Christiane Polyxena zu Salm-Reifferscheidt-Krautheim       |  |  |       |  |  |                                                         |  |  |                                                             |  |
| Marie Therese zu Salm-Reifferscheidt-Raitz             |                                          | Erich Adolf Karl Georg Leodgar Salm-Reifferscheidt-Raitz |                                                                                 |  |  |       |  |  |                                                         |  |  |                                                             |  |
|                                                        |                                          | Maria del Pilar Alvarez de Toledo                        | Ignacio Álvarez de Toledo Palafox                                               |  |  |       |  |  |                                                         |  |  |                                                             |  |
|                                                        |                                          | Maria del Pilar Alvarez de Toledo                        | Ignacio Álvarez de Toledo Palafox                                               |  |  |       |  |  |                                                         |  |  |                                                             |  |
|                                                        |                                          | Maria del Pilar Alvarez de Toledo                        | Teresa Álvarez de Toledo Silva-Bazán                                            |  |  |       |  |  |                                                         |  |  |                                                             |  |
| Georg von Waldburg-Zeil, VII principe di Waldburg-Zeil |                                          | Maria del Pilar Alvarez de Toledo                        |                                                                                 |  |  |       |  |  |                                                         |  |  |                                                             |  |
|                                                        | Carlo I di Löwenstein-Wertheim-Rosenberg | Costantino di Löwenstein-Wertheim-Rosenberg              |                                                                                 |  |  |       |  |  |                                                         |  |  |                                                             |  |
|                                                        | Carlo I di Löwenstein-Wertheim-Rosenberg | Costantino di Löwenstein-Wertheim-Rosenberg              |                                                                                 |  |  |       |  |  |                                                         |  |  |                                                             |  |
|                                                        | Carlo I di Löwenstein-Wertheim-Rosenberg | Agnese di Hohenlohe-Langenburg                           |                                                                                 |  |  |       |  |  |                                                         |  |  |                                                             |  |
| Aloisio di Löwenstein-Wertheim-Rosenberg               | Carlo I di Löwenstein-Wertheim-Rosenberg |                                                          |                                                                                 |  |  |       |  |  |                                                         |  |  |                                                             |  |
|                                                        |                                          | Sofia del Liechtenstein                                  | Luigi II del Liechtenstein                                                      |  |  |       |  |  |                                                         |  |  |                                                             |  |
|                                                        |                                          | Sofia del Liechtenstein                                  | Luigi II del Liechtenstein                                                      |  |  |       |  |  |                                                         |  |  |                                                             |  |
|                                                        |                                          | Sofia del Liechtenstein                                  | Franziska Kinsky von Wchinitz und Tettau                                        |  |  |       |  |  |                                                         |  |  |                                                             |  |
| Maria Monika von Löwenstein-Wertheim-Rosenberg         |                                          | Sofia del Liechtenstein                                  |                                                                                 |  |  |       |  |  |                                                         |  |  |                                                             |  |
|                                                        |                                          | Friedrich Kinsky von Wchinitz und Tettau                 | Joseph Kinsky von Wchinitz und Tettau                                           |  |  |       |  |  |                                                         |  |  |                                                             |  |
|                                                        |                                          | Friedrich Kinsky von Wchinitz und Tettau                 | Joseph Kinsky von Wchinitz und Tettau                                           |  |  |       |  |  |                                                         |  |  |                                                             |  |
|                                                        |                                          | Friedrich Kinsky von Wchinitz und Tettau                 | Marie Czernin von und zu Chudenitz                                              |  |  |       |  |  |                                                         |  |  |                                                             |  |
| Josephine Kinsky von Wchinitz und Tettau               |                                          | Friedrich Kinsky von Wchinitz und Tettau                 |                                                                                 |  |  |       |  |  |                                                         |  |  |                                                             |  |
|                                                        |                                          | Sophie von Mensdorff-Pouilly                             | Alfons von Mensdorff-Pouilly                                                    |  |  |       |  |  |                                                         |  |  |                                                             |  |
|                                                        |                                          | Sophie von Mensdorff-Pouilly                             | Alfons von Mensdorff-Pouilly                                                    |  |  |       |  |  |                                                         |  |  |                                                             |  |
|                                                        |                                          | Sophie von Mensdorff-Pouilly                             | Therese von Dietrichstein-Proskau                                               |  |  |       |  |  |                                                         |  |  |                                                             |  |
|                                                        |                                          | Sophie von Mensdorff-Pouilly                             |                                                                                 |  |  |       |  |  |                                                         |  |  |                                                             |  |